# 分子記述子
分子記述子（英語: molecular descriptors）は、分子の特性などの特徴量を数字に変換したものである。化学、製薬科学、環境保護政策、健康研究、および品質管理において役割を果たしており、分子に含まれる化学情報を何らかの形で数学的に処理できるように表記するものであり、TodeschiniとConsonniは次のように定義している。
「分子記述子とは，分子の記号的表現の中にエンコードされた化学情報を，有用な数値や標準化された実験の結果に変換する論理的・数学的手続きの最終結果である」 
この定義により、分子記述子はlogP、モル屈折率、双極子モーメント、分極率などの実験で得られた測定値、および分子の記号的表現から得られる理論的分子記述子の2つに大別され、さらに分子表現の種類によって分類される 

理論分子記述子の主な分類は以下の通りである。
1. 0D記述子（構成記述子，カウント記述子など）
2. 1D記述子（構造フラグメントのリスト，フィンガープリントなど）
3. 2D記述子（グラフ不変量など）
4. 3D記述子（例：3D-MoRSE記述子、WHIM記述子、GETAWAY記述子、量子化学記述子、サイズ、立体、表面および体積記述子など）
5. 4D記述子（例：GRID法やCoMFA法から得られるもの、Volsurf）

## 分子記述子の不変性
分子記述子の不変量性とは、分子記述子を計算するアルゴリズムが原子の番号付けやラベル付け、空間参照枠、分子構造など分子表現の特定の特性に依存しない記述子値を与える能力と定義できる。分子のナンバリングやラベリングに対する不変性は、あらゆる記述子の最低限の基本要件として想定されている。
その他にも、並進不変性および回転不変性（球対称）の２つの不変性がある。これらは選択された参照フレームにおける分子のあらゆる並進または回転に対して記述子の値が不変であることである。回転不変性は，3次元記述子に必要となる。

## 分子記述子の縮退
この特性は、異なる分子に対して等しい値を避けるための記述子の能力を意味する。この意味で、記述子には、縮退性が全くないもの、低いもの、中間のもの、高いものがある。例えば，分子の原子数や分子量は縮退度の高い記述子（異なる分子でも等しい値を取る可能性が高い記述子）であるが、3次元記述子の多くは縮退度が低いか、全く縮退しない。

## 最適な記述子の基本要件
1. 構造的な解釈ができること
2. 少なくとも1つの特性と良好な相関があること
3. 異性体の区別ができることが望ましい
4. 局所構造への適用が可能であること
5. "より高い" 記述子に一般化できること
6. シンプルであるべき
7. 実験的特性に基づくべきではない
8. 他の記述子と些細な関係にあるべきではない
9. 効率的な構築が可能であること
10. 馴染みのある構造概念を用いるべき
11. 構造の漸進的な変化に伴い，徐々に変化するべきである
12. 分子の大きさに関連する場合、正しいサイズ依存性を持つべきである